# Leave Before the Lights Come On
«Leave Before the Lights Come On» es una canción de la banda de indie rock británica Arctic Monkeys y fue lanzada el 14 de agosto de 2006 como tercer sencillo de la banda en Reino Unido. La canción no fue incluida en el álbum debut de la banda Whatever People Say I Am, That's What I'm Not, aunque Alex Turner dijo que podría haber estado en él ya que la canción se parece a muchas de las canciones del álbum. Fue el último lanzamiento de la banda antes de que empezaran a promocionar su nuevo álbum Favourite Worst Nightmare en primavera de 2007.
El lanzamiento del sencillo fue confirmado en la página oficial de la banda el 6 de julio de 2006, y que sería lanzado el 14 de agosto de ese mismo año, en un CD de 3 canciones y un vinilo 7" de 2 canciones. La página no ofreció más información, pero la página de NME anunció que los dos b-sides del sencillo serán covers, "una será una su versión de una canción vieja y la otra será un cover de una canción de una de las bandas favoritas de la banda." En julio de 2006, fue confirmado en el show Gonzo que "Put Your Dukes Up John" por The Little Flames sería uno de las versiones del sencillo. El 17 de julio del mismo año se reveló en un sitio de fanes de la banda que el otro cover sería "Baby, I'm Yours", originalmente grabada por Barbara Lewis. La página oficial de la banda pronto confirmó que la canción sería con colaboración de The 747s. El sencillo entró al UK Singles Chart en #4 el 20 de agosto de 2006, su primer sencillo en no llegar al tope de la lista.
"Leave Before the Lights Come On" fue el primer sencillo de Arctic Monkeys en entrar al Canadian Singles Chart, donde se posicionó en #2 detrás de "Meant to Fly", por Eva Ávila (2006) por solamente quince copias. Descendió a #3 en su segunda semana y permaneció en la lista por siete semanas.
Alex Turner confirmó el lanzamiento del sencillo en una entrevista con NME: 

"Leave Before the Lights Come On" se siente como que podría estar en el álbum. Así que la vamos a sacar como sencillo. Recuerdo que es la última canción que escribí en ese tiempo, antes de volvernos famosos. Mi vida no es más así.
Alex Turner

La canción ha sido versionada por Gym Class Heroes en varios conciertos y en BBC Radio 1.

## Vídeo musical
El video musical fue lanzado en la página oficial de la banda el 3 de agosto de 2006. Fue dirigido por John Hardwick, quien también dirigió el video de "M.O.R" para la banda Blur. El video fue filmado en Sheffield en el Cultural Industries Quarter en julio de 2006 y presenta a los actores Kate Ashfield de Shaun of the Dead y a Paddy Considine de In America y Cinderella Man. El vídeo empieza con Ashfield en el techo de un edificio a punto de brincar de él. Tira su zapato mientras Considine camina por las banquetas abajo. Ve a Ashfeild e inmediatamente corre al techo del edificio. Le ofrece su mano y después se abrazan. Los dos caminan a un café cercano y se sientan a tomar café. Ashfeild hace un intento por besar a Considine. La detiene, después salen del café pero ella hace un intento por seguirlo. La pone en contra de un muro y la amenaza, después se va. Ashfeild continúa siguiéndolo mientras él trata de evadirla. Cuando ella se da cuenta de que Considine no se siente atraído por ella, va hacia el y lo insulta, después regresa al techo del mismo edificio. Tira su zapato a propósito, enfrente de un confiado Matt Helders, quien iba caminando con una camisa con las palabras 'Bang, Bang' en ella, uno de los muchos posibles nombres de re emplazamiento para Arctic Monkeys.

## Lista de canciones
- CD RUG236CD

1. "Leave Before the Lights Come On" (Arctic Monkeys) – 3:52
2. "Put Your Dukes Up John" (The Little Flames) - 3:03
3. "Baby I'm Yours" (Van McCoy) con The 747s - 2:32
4. Wavin Bye To The Train Or The Bus  (Arctic Monkeys) - 3:04

- 7" RUG236
  - Lado A "Leave Before the Lights Come On" (Arctic Monkeys) – 3:52
  - Lado B "Baby I'm Yours" (Van McCoy) con The 747s - 2:32